# Kōstas Kōsta
Kōnstantinos Kōsta, detto anche Kōstas (in greco: Κωνσταντίνος "Kώστας" Κώστα; Nicosia, 4 gennaio 1969), è un ex calciatore cipriota, di ruolo centrocampista.

## Carriera

### Club
Ha giocato nella massima serie cipriota e olandese.

### Nazionale
Ha esordito con la nazionale cipriota nel 1991, giocando 34 partite fino al 1999.

## Palmarès

### Club

#### Competizioni nazionali
- Campionato cipriota: 3

APOEL: 1989-1990, 1991-1992, 1995-1996
- Coppa di Cipro: 4

APOEL: 1992-1993, 1994-1995, 1995-1996, 1996-1997
- Supercoppa di Cipro: 3

APOEL: 1992, 1993, 1996